# Angela Kepler
Angela Kay Kepler (1943) é uma naturalista e autora neozelandesa. Ele se formou na Universidade de Canterbury, Nova Zelândia e possui mestrado da Universidade do Havaí e um doutorado da Universidade Cornell, em Nova York. Ela também estudou na Universidade Oxford.
Conduziu pesquisas no Havaí, no Alasca, na Rússia e no Caribe. Duas espécies de aves foram nomeadas a partir dela, a Dendroica angelae, uma endêmica porto-riquenha, e a extinta rallidae havaiana Porzana keplerorum.